# Sljeme
För skidområdet, se Sljeme (skidområde).

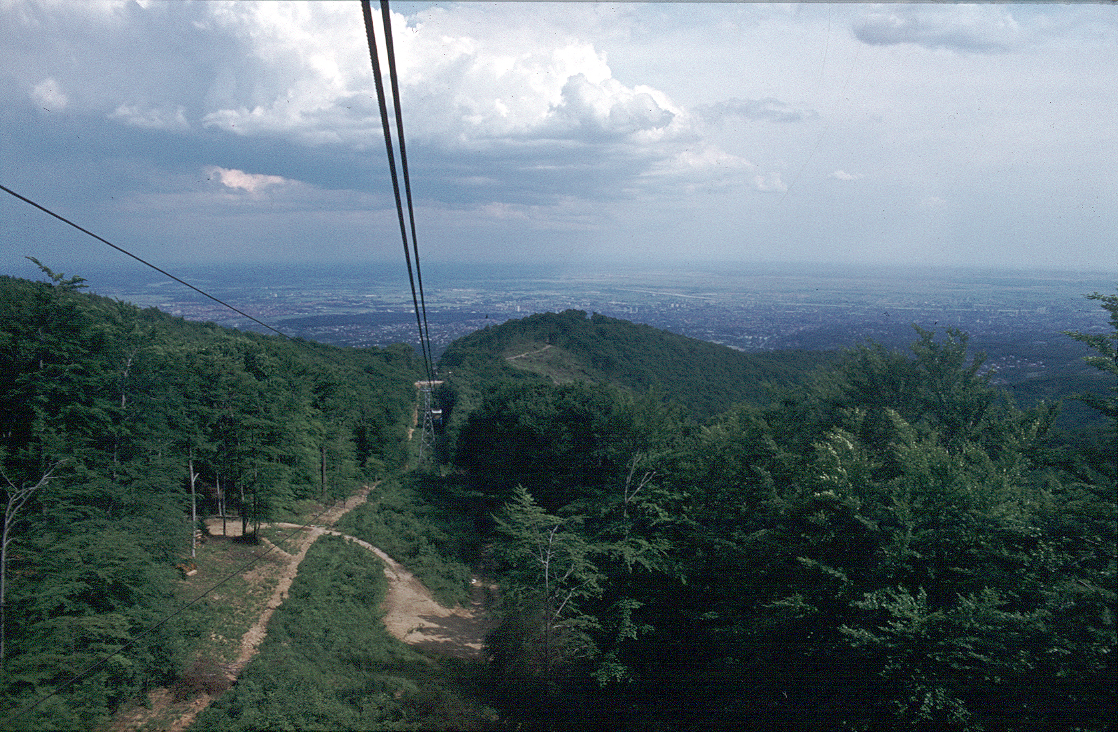
Vy från Sljeme mot Zagreb.

Sljeme är en bergstopp i Kroatien. Den når 1 033 meter över havet och är berget Medvednicas högsta punkt. Medvednica är belägen norr om Zagreb.
Sljeme är ett populärt friluftsområde som kan nås med motorfordon eller till fots. En asfalterad väg och flera vandringsleder i området leder till toppen. Under åren 1963–2007 förband Sljeme linbana bergstoppen med Zagreb. År 2020 öppnades en återupprättad linbanelinje.
På Sljeme finns ett skidområde med faciliteter relaterade till alpin skidsport. År 1973 uppfördes Zagrebs 169 meter höga TV-torn på Sljeme och tidigare fanns det en numera nedlagd botanisk trädgård (invigd år 1939) på toppen. 